# Turquía en los Juegos Olímpicos de Atenas 2004
Turquía estuvo representada en los Juegos Olímpicos de Atenas 2004 por un total de 64 deportistas, 44 hombres y 20 mujeres, que compitieron en 10 deportes.
El portador de la bandera en la ceremonia de apertura fue el regatista Ali Enver Adakan.

## Medallistas
El equipo olímpico turco obtuvo las siguientes medallas:
| Nombre             | Deporte            | Competición |
| ------------------ | ------------------ | ----------- |
| Oro                |                    |             |
| Nurcan Taylan      | Halterofilia       | 48 kg F     |
| Halil Mutlu        | Halterofilia       | 56 kg M     |
| Taner Sağır        | Halterofilia       | 77 kg M     |
| Plata              |                    |             |
| Atagün Yalçınkaya  | Boxeo              | 48 kg M     |
| Şeref Eroğlu       | Lucha grecorromana | 66 kg M     |
| Bahri Tanrıkulu    | Taekwondo          | –80 kg M    |
| Bronce             |                    |             |
| Eşref Apak         | Atletismo          | Martillo M  |
| Sedat Artuç        | Halterofilia       | 56 kg M     |
| Reyhan Arabacıoğlu | Halterofilia       | 77 kg M     |
| Mehmet Özal        | Lucha grecorromana | 96 kg M     |
| Aydın Polatçı      | Lucha libre        | 120 kg M    |